# Bohus (przystanek kolejowy)
Bohus (szwedzki: Bohus station) – przystanek kolejowy w Bohus, w regionie Västra Götaland, w regionie Szwecji. Znajduje się w Gminie Ale, przy trasie europejskiej E45. Został otwarty 9 grudnia 2012 roku i jest obsługiwany przez pociągi Göteborgs pendeltåg między Göteborgiem i Älvängen. Pierwsza stacja została otwarta w 1879 wraz z otwarciem Bergslagsbanan.

## Linie kolejowe
- Bergslagsbanan